# Łebieniec
Łebieniec (kaszb. Lebińc lub też Łebińc, Lëbińc, niem. Labenz) – wieś w Polsce, położona w województwie pomorskim, w powiecie lęborskim, w gminie Wicko. 
| SIMC    | Nazwa       | Rodzaj    |
| ------- | ----------- | --------- |
| 1014665 | Bieśno      | część wsi |
| 1014719 | Strzygoniec | część wsi |

W latach 1975–1998 wieś administracyjnie należała do województwa słupskiego.
We wsi działa jednostka Ochotniczej Straży Pożarnej. Łebieniec jest położony w otulinie Słowińskiego Parku Narodowego. W odległości ok. 6,4 km w linii prostej na północ od miejscowości, znajduje się Morze Bałtyckie. W odległości ok. 4,5 km na północny wschód znajduje się Jezioro Sarbsko (obszar ochrony Natura 2000) z bazą Windsurfingu. W odległości ok. 4,7 km na północny zachód, znajduje się Jezioro Łebsko, leżące na terenie Słowińskiego Parku Narodowego. 
Najbliższa miejscowość turystyczna - Łeba, leży ok. 6,5 km od wsi. 
Gmina Wicko wybudowała w Łebieńcu plac zabaw w kształcie statku. Ponadto na boisku wiejskim znajduje się boisko do siatkówki plażowej i boisko do piłki nożnej wraz z trybunami.